# Crasnencoe
Crasnencoe (in russo Красненькое)  è un comune della Moldavia controllato dalla autoproclamata repubblica di Transnistria. È compreso nel distretto di Rîbnița.

## Località
Il comune è formato dall'insieme delle seguenti località:
- Crasnencoe (Красненькое)
- Dimitrova (Димитрова)
- Ivanovca (Ивановка).